# 地球最後の日 (映画)
『地球最後の日』（ちきゅうさいごのひ、When Worlds Collide）は、1951年に製作されたアメリカ合衆国の映画。劇場公開時の邦題は『地球最后の日』だったが、1960年代末にテレビ放送された際に『地球最後の日』へ表記が変更され、1985年にビデオソフトとしてリリースされた際にもそれを踏襲している。

## ストーリー
南アフリカのケンナ山観測所（天文台）にて、地球への衝突コースを辿る2個の放浪惑星ベラス (Bellus) とザイラ (Zyra) が観測された。観測責任者のブロンソン博士は、その2天体の進路の検証を依頼するため、天体を撮影した感光版を民間パイロットのデヴィッド・ランドールに預け、ニューヨークにあるコスモス観測所のヘンドロン博士に届けさせる。ランドールは手渡された前金が約束より少ないことに抗議するが、ブロンソンは「残りはヘンドロン博士が払う」と言い、さらにこう告げる。「その時がくれば金など紙切れだ」。ランドールは不審の面持ちを浮かべながらも依頼を引き受け、ニューヨークに向かった。
感光版を検証したヘンドロン博士が得た結論は、ブロンソン博士の計算と一致した。ヘンドロン博士は、ベラスとの衝突による地球の消滅と入れ替わりに、ザイラが地球の軌道に定着するとも計算していた。一刻も早く脱出ロケットを建造し、事態に備えるべきだとの警告を国連に送るが、一笑に付されてしまう。
だが、億万長者のシドニー・スタントンだけはヘンドロンの提案を採り上げた。当初スタントンは、資金を提供する代わりに自分が乗組員全員を選択することを条件として提示したが、ヘンドロンは頑としてそれを拒否した。交渉の結果、スタントンは「自分を乗せる」という条件のみで渋々資金提供を受諾する。こうして選ばれた男女数百人の優秀な若者が建造に参加し、そのうちの数十名がロケットに乗り込めると約束された。
2天体は日を追って地球に接近しつつあった。国連や世界中の科学者もようやくベラスとザイラの脅威を認めたものの、ロケット計画の実現性については否定的であった。そんな中でも脱出ロケットの建造と乗組員の選抜が順次進められていたが、ザイラの影響によって地震や洪水が世界中で頻発する。パニックも起こり、犠牲者が刻一刻と増えていった。
脱出ロケットがほぼ完成に近づく中、乗務員に選ばれるか否かが次第に重要課題となっていった。計画の中心人物を除いては最終的にくじ引きによって決定されたが、選ばれながらも選ばれなかった恋人と地球に残ることを申し出る者や、逆に銃を突きつけて乗り込みを強いる者も現われた。
不穏な空気が次第に満ちていく中、ロケットの準備が完了した。それと同時に、脱出ロケットの建造に関わりながらも乗組員に選ばれなかった者たちが暴徒と化し、ロケット発射施設を襲った。ヘンドロン博士は、娘のジョイスやランドール、その他の乗組員たちが乗り込むのを見届けた後、身を挺して暴徒から発射施設を守るために地上に残り、それと同時にスタントンのことも新世界には相応しくないと判断して彼の乗り込みを阻止する。まもなく、脱出ロケットは山の斜面を利用したカタパルトを滑るように動き出し、地球を脱出した。
やがて、飛来したベラスと激突して地球は砕け散った。発進地を失ったロケットが向かう先は、新たなる地球と化したザイラだった。残り少ない燃料を駆使してロケットはザイラの氷原に無事着陸し、新たなる地球・ザイラでの人類の歴史が始まった。

## キャスト
役名、俳優、日本語吹替。
- デヴィッド・ランドール - リチャード・デア（広川太一郎）
- ジョイス・ヘンドロン - バーバラ・ラッシュ（鈴木弘子）
- トニー・ドレイク医師 - ピーター・ハンセン（納谷六朗）
- コール・ヘンドロン博士 - ラリー・キーティング（島宇志夫）
- シドニー・スタントン - ジョン・ホイト（杉田俊也）
- ジョージ・フライ博士 - スティーブン・チェイス（今西正男）
- ハロルド・フェリス - フランク・キャディ（上田敏也）
- エメリー・ブロンソン博士 - ヘイデン・ローク（上田敏也）
- ナレーター - ポール・フリーズ

## スタッフ
- 監督：ルドルフ・マテ
- 原作：エドウィン・バーマー&フィリップ・ワイリー『地球最後の日』
- 脚本：シドニー・ボーエム
- 製作：ジョージ・パル
- 撮影：ジョン・F・サイツ、W・ハワード・グリネ
- 特殊効果：ゴードン・ジェニングス、ハリー・バーンドラー
- 音楽：サイス・スティーブンス
- 美術：ハル・ペレイラ、アルバート・ノザキ
- テクニカラー・アドバイサー：チェスリー・ボンステル

## 備考
- 本作は、ジョージ・パル製作の『月世界征服』『宇宙戦争』『宇宙征服』とともに宇宙映画四部作と呼ばれる映画の一編である。
- パルはさらに本作の続編の映画化も計画していたが、資金などの問題から実現しなかったとされている（詳細はAfter Worlds Collideを参照）。
- パラマウントがスティーヴン・ソマーズ監督によるリメイク版を2010年に公開することが、下の外部サイトにて報道されている。